# 2011년 한국 동해안 폭설

2011년 2월 14일 대구광역시 상인동의 모습

2011년 상반기 한국 동해안 폭설은 2011년 1월부터 함경도에서 부산광역시에 이르는 동해안 지역의 폭설이다. 이 기간 중 삼척, 강릉, 동해, 울진, 포항, 울산 등 동해안 곳곳에서 기상 관측이래 가장 많은 일최심신적설을 기록하였다. 특히 2월 11일부터 2월 14일 사이에 강원도 영동지방을 중심으로 국지적으로 1 m 이상의 눈이 내려 큰 피해를 입었다.

## 시기별 상황

### 12월 1일 ~ 1월 3일
2010년 12월 동해안 지방은 대륙고기압의 영향으로 대체로 춥고 건조한 날이 많다가, 해가 바뀐 후 1월 1일부터 북동기류의 영향으로 강원도 영동 지방과 경상북도 북부 동해안 지방에 눈이 오기 시작했다. 1월 1일 속초, 강릉, 동해, 울진 등지에 10cm 안팎의 눈이 내렸고, 1월 3일에 다시 5cm에서 10cm의 눈이 내렸다. 당초 기상청은 이 지역에 이보다 많은 눈이 내릴 것으로 예측했으나, 큰 눈이 내리지 않고 넘어가 별다른 불편 없이 넘어갔다. 대신 1월 3일에 2cm에서 5cm의 눈이 내리겠다고 예보하여 대설 예비특보조차 내려지지 않았던 포항 지역에 국지적으로 폭설이 집중되었다. 포항은 1월 3일 기상관측상 최심신적설이 28.7cm에 달하여 이 지역 기상 관측이래 극값을 기록했으며, 남부 지역에는 비공식적으로 40~50cm에 이르는 적설량이 기록되었다. 이 눈으로 인해 포항시는 도시 기능이 거의 마비되다시피 했다. 포항과 함께 인근의 경주, 울산 지역에도 비교적 많은 눈이 내려 울산도 12.5cm의 최심신적설로 관측이래 역대 2위값을 기록했다. 강원도 영동지방과 경북 북부동해안에 눈이 많이 내릴 것이라는 예보가 있었으나, 대신 포항을 중심으로 한 경북 남부동해안에 눈이 집중되면서 기상청의 예보능력이 다시한번 논란의 대상이 되었고, 눈이 드문 편이라 제설대책이 상대적으로 미비했던 포항시 지역은 예상보다 훨씬 많은 눈에 큰 타격을 받았다. 그러나 포항 지역의 이 눈은 매우 국지적인 것이었다. 포항과 울산 지역은 상당히 많은 눈이 내렸으나, 부산 지역의 경우 뒤늦게 기상청에서 대설을 예보했으나, 기장군 등 시의 북쪽 외곽 지역에만 집중되었고 시내 남부 지역에는 눈이 흩날리는 정도로 지나갔다.

### 1월 4일 ~ 2월 7일
이 기간중에는 대륙고기압의 영향을 지속적으로 받은 날이 많아 동해안 지방은 눈·비가 거의 내리지 않는 상태가 이어졌다. 속초, 강릉, 동해, 울진, 울산에서는 이 기간 중 눈·비가 전혀 오지 않은 것으로 기록되었고, 포항에서는 1월 12일에 눈이 잠시 날렸을 뿐이다. 겨울가뭄이 계속되면서 강원도 영동지방은 2010년 11월 이후  누적 강수량이 평년의 30% 이하로 같은 기간 중 40년 만에 가장 적었다. 이로 인하여 속초시 등지에서는 제한 급수를 시행해야 할 정도였다. 경상남북도 동해안 지방도 이 기간 중에는 강수가 거의 없었으나, 12월 중순에 한차례 겨울비가 풍부하게 내렸고, 11월에도 비가 더 자주 왔었고, 포항 지방의 경우는 1월 3일에도 폭설이 있었기 때문에 상대적으로 급수 사정은 악화되지 않았으나, 역시 대부분 지역이 건조한 상태가 지속되어 산불 등의 위험에 노출되었다. 이로 인하여 강원도 영동지방과 부산, 울산, 경상남북도 동부지방은 1월 10일 이후로 건조 특보가 발령된 상태가 이어졌다.

### 2월 11일 ~ 2월 12일

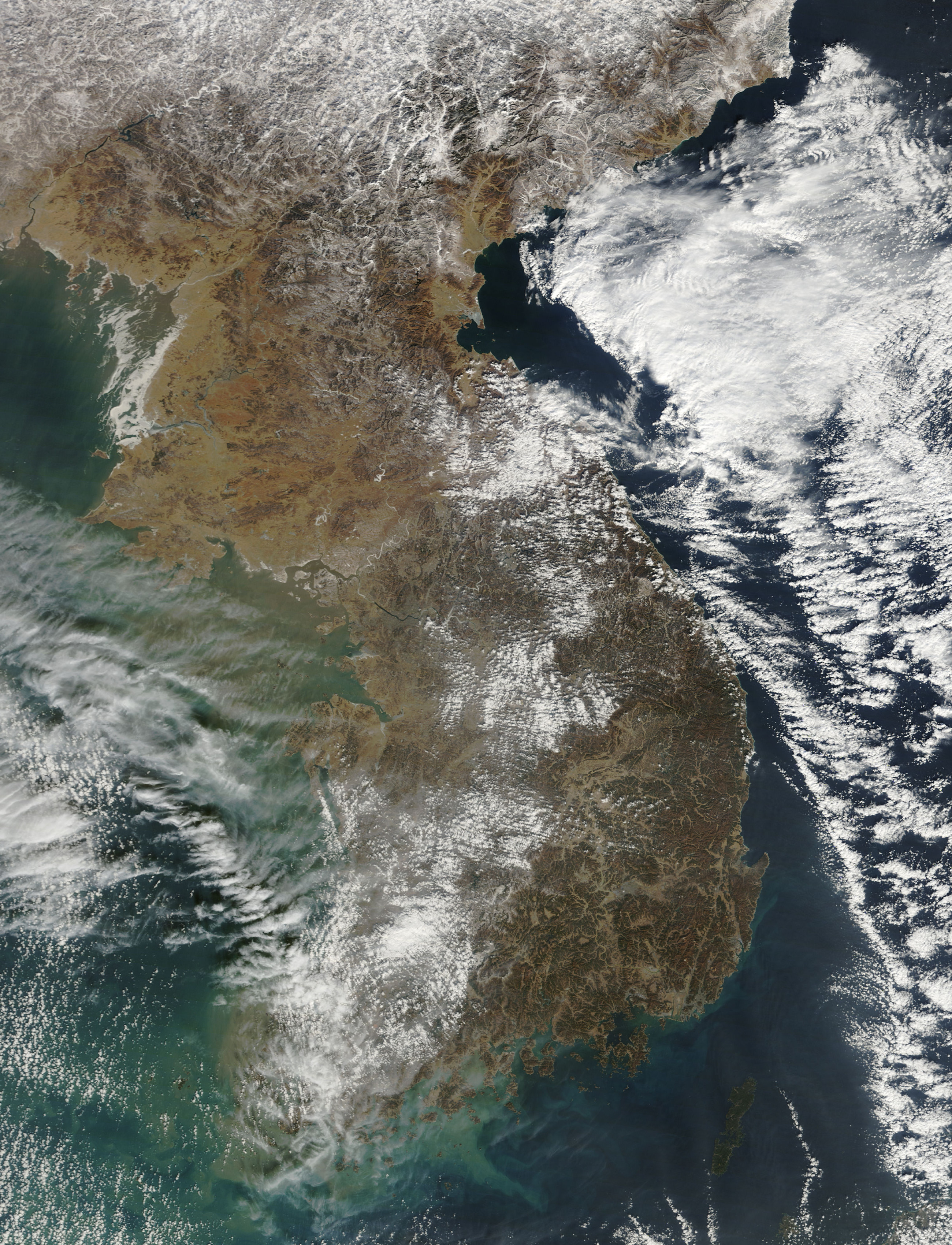
눈이 내리기 전인 2월 9일의 위성 사진

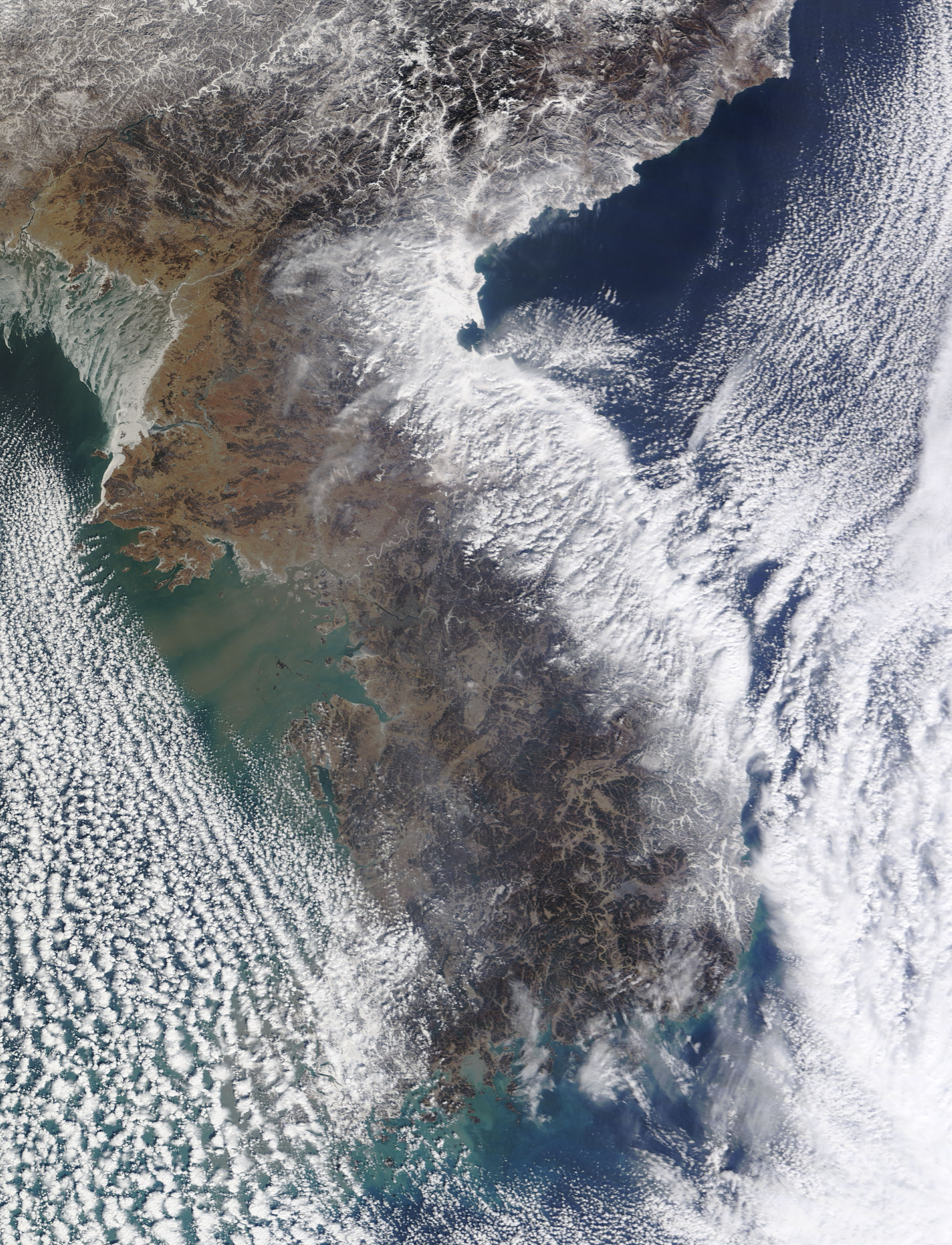
눈이 내린 후인 2월 12일의 위성 사진

2월 8일 남해안을 지나는 기압골의 영향으로 경상남북도 지방에 비가 오면서 이 지역의 건조특보가 해제되었다. 그리고 북동기류가 유입되면서 2월 9일 밤 무렵부터 강원도 영동지방에 눈과 비가 오면서 이 지역의 건조특보도 해제되었다. 2월 10일, 강원 동해안과 경북 북부 동해안 지방은 눈과 비가 이어지는 궃은 날씨였다. 2월 10일, 밤 무렵부터 영동지방의 눈이 강해져, 집중적인 폭설이 쏟아지기 시작했다. 2월 11일, 동해와 강릉(북강릉)에서는 일최심신적설이 70cm 이상을 기록, 일최심신적설 극값을 경신하였다. 울진도 41cm로 역시 극값을 경신하였다. 그 외에 속초도 30cm 이상의 눈이 내리는 등 강원도 속초에서 경북 영덕에 이르는 지역은 30cm에서 100cm의 눈이 하룻동안 내렸다. 눈은 12일에도 이어져, 동해는 최심적설이 100cm를 넘는 등 이 지역은 12일에 50cm에서 150cm에 달하는 눈이 쌓였다. 이로 인하여, 강릉에서는 130cm 이상의 눈이 쌓였던 1990년 이후 21년만의 폭설로 알려졌고, 하룻동안 내린 눈의 양으로는 관측 이래 최대로, 강릉지역의 사상 최고의 폭설로 알려졌다. 포항을 중심으로 한 경상북도 남부 동해안 지역은 이 기간 중에는 기온이 높아 강수량은 많았으나, 진눈깨비와 비도 섞여 내리면서 약간의 눈이 쌓였을 뿐이라 큰 피해는 없었으나, 시 외곽의 산간지방에는 상당한 눈이 내려 도로가 통제되는 등의 불편이 있었다.

### 2월 13일
이날은 다행히 북동기류가 약해져 약한 눈발만 날렸다. 적설량도 그리 많지 않아 1~2cm 정도 쌓였다. 모두가 제설작업에 전념하였다.

### 2월 14일
속초에서 울진에 이르는 지역에 다시 북동기류의 영향으로 20 cm에서 50 cm의 눈이 내렸다. 또한 포항, 울산지역에도 눈이 많이 내려, 포항에 27.5cm로 지난 1월 3일의 기록에 육박하는 눈이 내렸고, 울산에 21.4cm으로 기상관측 이래 극값을 기록했다. 강원도 영동지방과 경북 북부 동해안 지방은 다시 고립되다시피 했고, 동해와 삼척 지방은 국지적으로 150cm 이상의 눈이 쌓인 곳이 있었고, 기록적인 폭설이 내린 포항과 울산도 도시 기능이 마비되었다. 한편 이 날은 북동기류가 경상남북도 동부 내륙과 부산 지방에도 영향을 주어, 대구와 부산 등지에도 5cm에서 10cm의 눈이 쌓여 이 지역의 교통에 큰 불편을 주었다. 한편 북한 지역에도 함경남도와 강원도 (북) 지방에 큰 눈이 내려, 금강군 등지에 100cm 이상의 눈이 쌓였다.